# Halloween (The Office)
"Halloween" é o quinto episódio da segunda temporada da série de televisão estadunidense The Office, o décimo primeiro no geral. Foi escrito pelo produtor executivo Greg Daniels e dirigido por Paul Feig. A gravação foi ao ar pela primeira vez em 18 de outubro de 2005 nos Estados Unidos, pela NBC. Os atores convidados incluem Devon Abner, Hugh Dane, George Gaus, Annabelle Kopack, Ava Nisbet e Alec Zbornak.
A série retrata a vida cotidiana dos funcionários da filial da empresa de papel Dunder Mifflin em Scranton. Neste episódio, o pessoal do escritório comemora o Halloween. Michael Scott (Steve Carell) sofre para decidir quem deve demitir, enquanto Jim Halpert (John Krasinski) e Pam Beesly (Jenna Fischer) fazem uma pegadinha contra Dwight Schrute (Rainn Wilson), candidatando-o para uma nova vaga de emprego.
Devido ao tema, o elenco de The Office foi autorizado a usar fantasias em vez de seus "ternos habituais e realisticamente simples". B. J. Novak, roteirista e também ator, chamou a experiência de "divertida". O episódio apresenta a última aparição do personagem secundário Devon até o final da série. A gravação foi assistida por 8 milhões de telespectadores.

## Sinopse
Michael Scott foi informado no início de outubro que deveria demitir alguém até o final do mês. No último dia, quando é comemorado o Halloween, ele ainda não tinha tomado uma decisão. Enquanto isso, Jim Halpert e Pam Beesly enviam o currículo de Dwight Schrute para uma vaga de emprego. Quando a empresa (Cumberland Mills em Maryland) telefona, Jim finge ser o gerente regional e faz uma ótima avaliação de Dwight. Quando o empregador liga para marcar uma entrevista, Dwight arruína suas chances ao discutir sobre a relevância das artes marciais em seu currículo. Pam diz que Jim deveria candidatar-se ao cargo, já que receberia o dobro do salário, deixando-o magoado.
Depois de ouvir Jim zombando de sua indecisão, Michael pede ajuda dele para encenar a demissão de um dos funcionários. Ele então chama Creed Bratton em seu escritório, que recusa incisivamente o desligamento e sugere Devon White. Após ser demitido, Devon xinga o gerente regional e convida todos no escritório (exceto Michael, Creed, Dwight e Angela) para se juntarem a ele em um bar local. Quando Jim está saindo, Pam pede desculpas por ter sugerido o cargo em outra empresa, afirmando que isso "explodiria os miolos" dela. Ele também admite para a câmera que a recepcionista é seu único motivo para permanecer na Dunder Mifflin. No fim, Devon quebra uma abóbora no carro de Michael como vingança.

## Produção

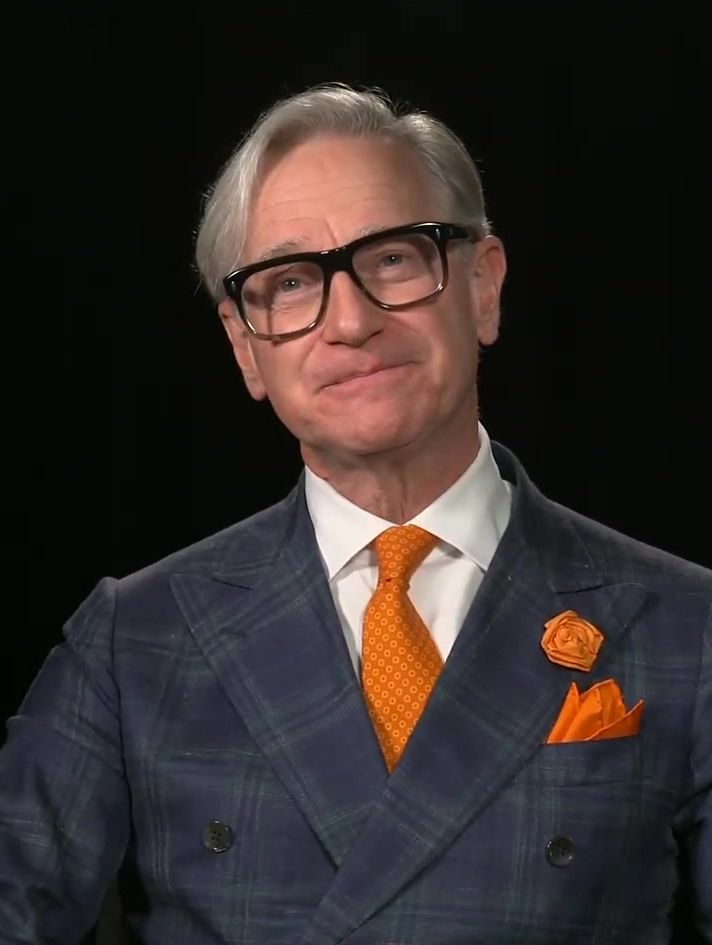
O episódio foi dirigido por Paul Feig (foto).

"Halloween" é o terceiro roteiro do produtor executivo Greg Daniels para série. Foi dirigido por Paul Feig, o segundo depois de "Office Olympics". Este episódio é o único até aquele momento a ter incluído a Deedle-Dee Productions nos créditos finais. No trecho, é possível ouvir Dwight gritando "quieto, você!".
Daniels teve a ideia de uma gravação centrada na demissão de um funcionário, mas queria focar na perspectiva do chefe tendo que lidar com esse dilema. Já que ele não poderia remover atores principais devido aos seus contratos, e não queria demitir um personagem coadjuvante após o trabalho de estabelecer características individuais, Daniels restringiu a decisão a Creed ou Devon, que na época não tinham desenvolvimento. Cenas com ambos sendo demitidos foram filmadas para que ele pudesse escolher com base nas performances. No entanto, Jenna Fischer acredita que o que levou Daniels a tomar sua decisão foi a descoberta de que o ator Devon Abner tinha um futuro contrato no teatro que entrava em conflito com a série.
Durante a pré-produção, o elenco e a equipe perceberam que o tema de Halloween permitiria que os personagens usassem fantasias, em vez de seus "ternos usuais e realisticamente simples". B. J. Novak chamou a experiência de "divertida", observando que "ver o mais sério dos nossos enredos se desenrolar ao lado de visuais tão bobos e bizarros foi, eu acho, uma das ideias mais inspiradas de Greg". A fantasia de gata da Pam foi inspirada em histórias não utilizadas, criadas por Gene Stupnitsky. Os trechos haviam sido vetados, mas ele conseguiu uma petição para permitir a caracterização.
"Halloween" marca a última aparição de Devon em um episódio até o final da série, sete temporadas depois. Embora ele fosse apenas um personagem secundário, é mencionado durante "The Dundies", visto brevemente em "The Fire" e em uma cena deletada de "Diversity Day". Devon também foi cortado de "Valentine's Day", onde é encontrado por Michael morando na rua. Ele então persegue seu ex-chefe, por ainda estar bravo. As estrelas convidadas neste episódio incluíram Devon Abner, Hugh Dane, George Gaus, Annabelle Kopack, Ava Nisbet e Alec Zbornak. Lisa Malone não foi creditada em seu papel como a assistente de Jan, Sherry.